# Ali Shefqet Shkupi
Ali Shefqet Shkupi, właściwie Ali Shefqeti (ur. we wrześniu 1883 w Skopje, zm. 3 grudnia 1953 w Szkodrze) – osmański i albański wojskowy, pierwszy szef Sztabu Generalnego Albańskich Sił Zbrojnych w latach 1913–1920.

## Życiorys
Kształcił się w szkołach w Bitoli i w Salonikach, a w 1905 roku ukończył studia w Akademii Sztabu Generalnego w Konstantynopolu. Wziął udział w rewolucji młodotureckiej w 1908 roku, następnie został awansowany do stopnia majora (binbaşı). W 1909 roku został dowódcą garnizonu w Salonikach, następnie w Konstantynopolu. Po udanym powstaniu w Albanii z 1912 roku władze osmańskie przygotowywały się do aresztowania Shkupiego, o czym ten został uprzedzony; dzięki wsparciu Albańczyków przedostał się do Rumunii, następnie do Triestu i ostatecznie do Wlory.
Dołączył do armii albańskiej, gdzie jako podpułkownik objął 4 maja 1913 roku funkcję szefa Sztabu Generalnego Albańskich Sił Zbrojnych i pełnił ją do listopada 1920.
W 1924 roku uczestniczył w rewolucji czerwcowej, w wyniku której Fan Noli objął urząd premiera Albanii. Po jego obaleniu oraz po dojściu Ahmeda Zogu do władzy Shkupi opuścił armię. Był jednym z inicjatorów powstania w Fierze z 1935 roku, wymierzonego przeciwko Ahmedowi Zogu, panującego już jako król Zog I. Został aresztowany oraz skazany na karę śmierci, do czego jednak nie doszło wskutek licznych protestów; został zwolniony z więzienia w 1938 roku.
Sprzeciwiał się włoskiej oraz niemieckiej okupacji Albanii, podczas tej ostatniej wojska niemieckie spaliły jego rodzinny dom w Tiranie. Po II wojnie światowej Shkupi wraz ze swoją rodziną przeniósł się do Szkodry, tam zmarł 3 grudnia 1953 roku. Jego ciało zostało pochowane w Szkodrze, a w latach 80. przeniesione na jeden z tirańskich cmentarzy.

## Odznaczenia
W 1992 roku został pośmiertnie odznaczony orderem „Za działalność patriotyczną” I klasy.

## Życie prywatne
Jego ojciec Hysen Shefqeti pochodził z miejscowości Peć.
Miał brata Naxhiego, który także był wojskowym. Jednym z jego krewnych był Hasan Prishtina – premier Albanii w 1921 roku.